# Conus fragilissimus
Espèce
Statut de conservation UICN

 DD  : Données insuffisantes
Conus fragilissimus est une espèce de mollusques gastéropodes marins de la famille des Conidae.
Comme toutes les espèces du genre Conus, ces escargots sont prédateurs et venimeux. Ils sont capables de « piquer » les humains et doivent donc être manipulés avec précaution, voire pas du tout.

## Description
Description originale : Coquille extrêmement mince, fragile, translucide, brillante ; contour cylindrique ovale ; côtés convexes, s'effilant vers l'extrémité antérieure ; épaule large, angulaire, avec des couronnements proéminents ; spire haute, étagée, quelque peu scalariforme ; sculpture de la spire consistant en 4-6 fins fils spiralés tournants ; ouverture large, évasée ; couleur havane pâle avec des flammules longitudinales brunes, les flammules coalescent souvent en grandes taches brunes ; motif de couleur de base superposé avec des quantités variables de points, de tirets et de motif en forme de filet ; couleur de la flèche havane pâle avec des flammules brun foncé régulièrement espacées ; protoconque et premiers verticilles brun foncé ; coronations d'épaule blanches ; ouverture blanche ; périostracum lisse, jaune translucide ; opercule inconnu.".
La taille de la coquille varie entre 26 mm et 50 mm.

## Distribution
Locus typicus  : "3 mètres de profondeur, au large de la côte sud de l'île Harmil, 
".
"Archipel de Dahlak, province d'Érythrée, Éthiopie.".
Cette espèce est présente dans la Mer Rouge et au large de l'Ethiopie.

### Niveau de risque d’extinction de l’espèce
Selon l'analyse de l'UICN réalisée en 2011 pour la définition du niveau de risque d'extinction, cette espèce est présente dans la partie centrale de la mer Rouge. Cette espèce est rare sur le marché où sa coquille exige des prix élevés. Cela peut indiquer un manque d'abondance dans la nature ou éventuellement une difficulté de collecte. Cette espèce est inscrite dans la catégorie Données insuffisantes en raison du manque d'informations sur sa distribution et son abondance.

## Taxonomie

### Publication originale
L'espèce Conus fragilissimus a été décrite pour la première fois en 1979 par le malacologiste américain Edward James Petuch (d),.

### Synonymes
- Conus (Gastridium) fragilissimus Petuch, 1979 · appellation alternative
- Gastridium fragilissimum (Petuch, 1979) · non accepté

## Identifiants taxonomiques
Chaque taxon catalogué par les bases de données biologiques et taxonomiques possède un identifiant qui permet d'établir un point de référence. Les identifiants de Conus fragilissimus dans les principales bases sont les suivants :
CoL : 5ZY38 - GBIF : 6509717 - iNaturalist : 431977 - IRMNG : 11705821 - TAXREF : 155501 - UICN : 192828 - WoRMS : 428127